# Генріх IV, частина 2
«Генріх IV», частина друга — історичний часопис англійського письменника Вільяма Шекспіра. Продовження однойменного часопису. П'єса базується на реальних історичних фактах. Її було написано та опубліковано 1598 року.

## Дійові особи
- Король Генріх IV.

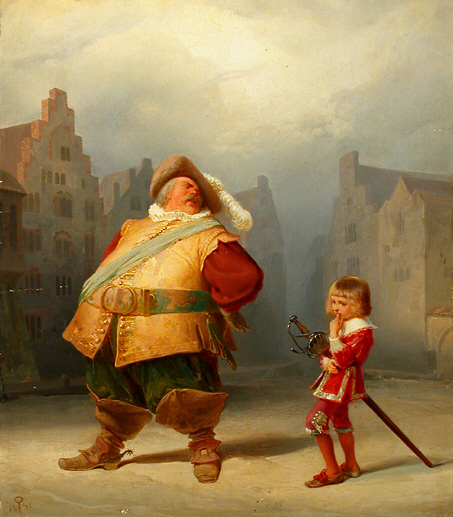
Фальстаф і його паж

- Генріх, принц Уельський, майбутній Генріх V, син короля.
- Томас, герцог Кларенс, син короля.
- Принц Джон Ланкастерський, син короля.
- Принц Гемфрі Глостер, син короля.
- Граф Ворік, прибічник короля.
- Граф Вестморленд, прибічник короля
- Граф Соррей, прибічник короля.
- Гавер, прибічник короля.
- Гаркорт, прибічник короля.
- Блент, прибічник короля.
- Лорд верховний суддя.
- Його помічник.
- Граф Нортумберленд, супротивник короля.
- Скруп, архієпископ Йоркський, супротивник короля.
- Лорд Моубрі, супротивник короля.
- Лорд Гастінгс, супротивник короля.
- Лорд Бардольф, супротивник короля.
- Сер Джон Кольвіль, супротивник короля.
- Треверс, слуга Нортумберленда.
- Мортон, слуга Нортумберленда.
- Сер Джон Фальстаф.
- Паж Фальстафа.
- Бардольф.
- Пістоль.
- Пойнс.
- Пето.
- Шелло, мировий суддя.
- Сайленс, мировий суддя.
- Деві, слуга Шеллоу.
- Грибок, рекрут.
- Хмарина, рекрут.
- Лишай, рекрут.
- Неміч, рекрут .
- Тілок, рекрут.
- Кліщ, поліцейський.
- Кіготь, поліцейський.
- Леді Нортумберленд.
- Леді Персі.
- Містріс Квіклі, трактирниця в Істчипі.
- Доль Тершит.
- Лорди, офіцери, солдати, пажі, містяни, пілорус, посланці, два судових пристави, трактирні слуги і свита.
- Уособлення Чуток у прологу.
- Танцівник, що читає епілог.

## Головні герої
- Король Генріх IV.
- Сер Джон Фальстаф.
- Генріх, принц Уельський.
- Скруп, архієпископ Йоркський.

## Місце дії
Дія відбувається в Англії на початку XV століття.

## Цікаві факти
- Ім'я Шеллоу (мировий суддя) з п'єси — від слова shallow: дрібний, неглибокий.
- Ім'я Сайленс (мировий суддя) з часопису — від слова silence: мовчання.
- Мирові судді (ті самі Шеллоу та Сайленс), були у старій Англії доволі значимими адміністративними особами, що спостерігали за «громадським спокоєм» й за виконанням урядових розпоряджень.
- Доль Тершіт (tear sheet)— ім'я цього персонажа (жінки) у буквальному перекладі з англійської означає «розривай простирало».
- Втілення Чуток, що промовляє пролог — образ із мораліте, середньовічного алегоричного театру, що нерідко виводився на сцені за часів Шекспіра.
- Роль принца Уельського виконував Томас Арн.

## Українськомовні переклади
Станом на 2021 рік існує три повні українськомовні переклади шекспірівської п'єси Генріх IV, частина 2:
- Вільям Шекспір (1961). Король Генрі IV (обидві частини). Переклад з англ.: Тодось Осьмачка; ред. й передслово: Ігор Костецький // Вільям Шекспір. Трагедія Макбета. Король Генрі IV. Переклад з англ.: Тодось Осьмачка. Мюнхен: На горі. 448 стор.: 159-445 (Серія "Світовий театр")[1]
- Вільям Шекспір (1985). Генріх IV (обидві частини). Переклад з англійської: Дмитро Паламарчук // Вільям Шекспір. Твори в шести томах: Том 3. Київ: Дніпро. 574 стор.: С. 162-348.[2]
  - (передрук) Вільям Шекспір (1985). Генріх IV (обидві частини). Переклад з англійської: Дмитро Паламарчук // Вільям Шекспір. Історичні хроніки. Переклад з англ.: Дмитро Паламарчук та інші. Харків: Фоліо, 2004. 512 стор.: ?-?. ISBN 966-03-2244-5 (Бібліотека світової літератури)
- Вільям Шекспір (2008). Генріх IV (обидві частини). Переклад з англійської: Олександр Грязнов // Вільям Шекспір. Трагедії та хроніки, Кн. 2. Київ: Задруга. 308 стор.: С. 126-308. ISBN 978-966-432-045-7[3]